# 札幌短期大学
札幌短期大学（日语：／ Sapporo Tanki Daigaku *），简称札短，是过去一所位于日本北海道札幌市中央区的私立短期大学。

## 概要
- 学校最早可以追溯到1946年[1][2]。札幌短期大学为于1950年开办[1][2]、由学校法人明和学园（即现在札幌学院大学）经营、招生到1976年、停办于1979年。

## 历史
- 1950年 札幌短期大学成立并同时设置英文科和商业科（第一部）[1]。
- 1951年 第二部成立于商业科[1]。
- 1955年 校园迁[2]。
- 1976年 招生最后[2]。
- 1979年 今年6月5日停办[2]、以后为札幌学院大学。

## 学校环境
- 校区：在北海道札幌市中央区了[注 1]

## 历任校长
- 苫米地英俊：1950年4月-1953年3月
- 中岛九郎：1953年4月-1953年9月
- 宫胁财富：1953年10月-1958年3月
- 土屋四郎：1958年4月-1964年10月
- 室谷贤治郎：1964年11-1967年8月
- 小林雇佣佶：1967年9月-1971年3月
- 村冈重夫：1971年4月

## 組織

### 学科
- 英文科
- 商業科
  - 第一部
  - 第二部

### 专科
| - 没有 |

#### 业余课程
| - 没有 |

### 附属机关
| - 产业经营研究所：成立于1957年 |

## 知名校友

### 政治界
- 樱庭康喜：前名寄市长
- 板谷利雄：前长沼町长

### 实业家
- 赤尾昭彦：Seicomart主席
- 伊藤彻：北海道新闻前常务
- 似鸟昭雄：似鸟社长
- 东原俊郎：东原兴产董事长

## 相关链接
- 日本短期大学列表
- 札幌学院大学